# 费城自由图书馆
40°01′54″N 75°08′43″W / 40.03169°N 75.14528°W
费城自由图书馆 （Free Library of Philadelphia）位于美国费城，是美国第十大公共图书馆。

## 历史
1891年建立，在2012财年，费城自由图书馆拥有600万亲身访问者以及900万在线访问者。

## 画廊

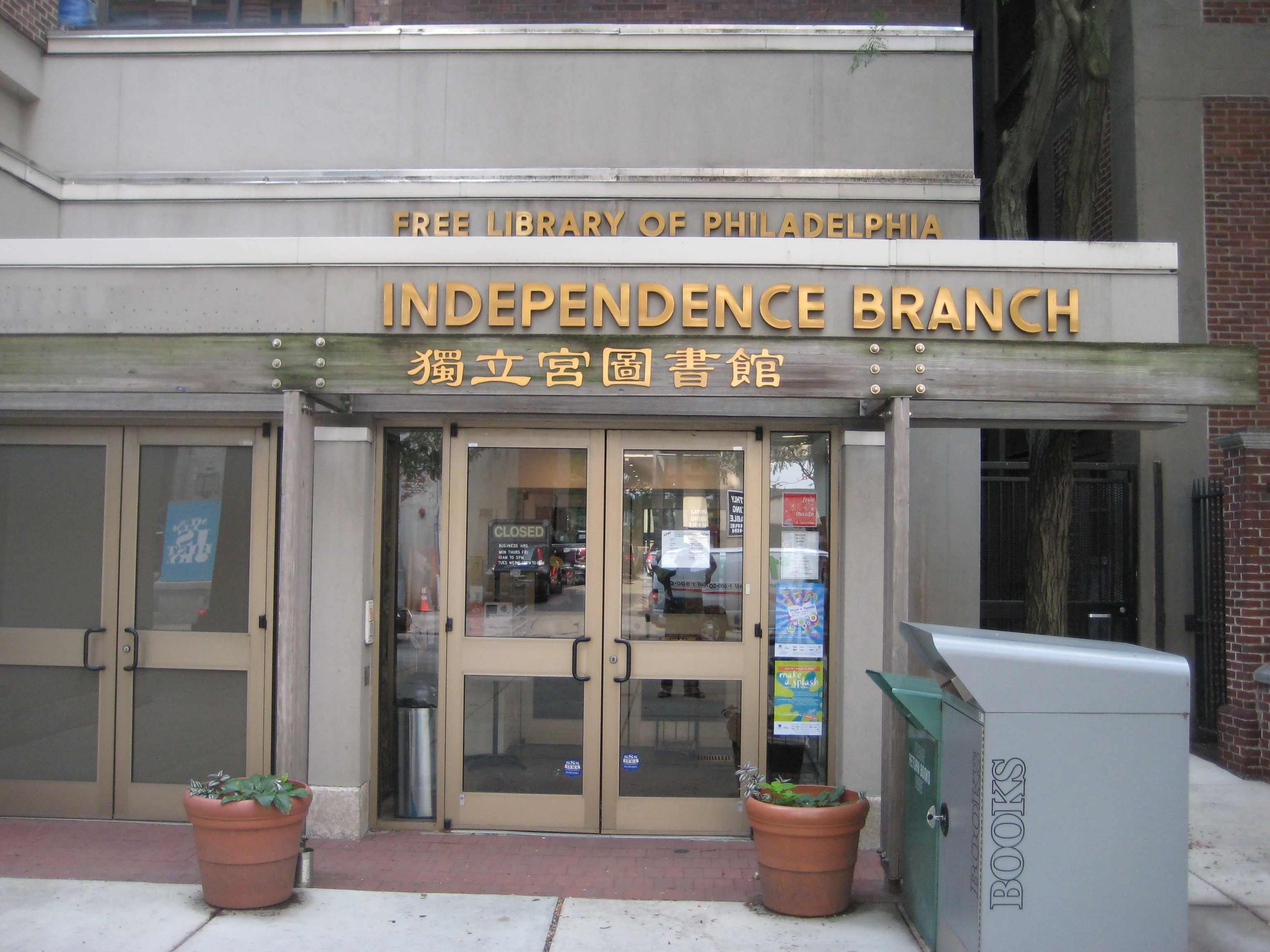
獨立宮圖書館(Independence Branch Library)在Society Hill（英语：Society Hill, Philadelphia）（费城华埠附近）